# Дама под вуалью (картина Рослина)
«Дама под вуалью» или «Дама с вуалью» (швед. Damen med slöjan) — картина шведского художника Александра Рослина (Alexander Roslin, 1718—1793), написанная в 1768 году. Она принадлежит Национальному музею Швеции в Стокгольме и считается одним из наиболее известных произведений живописи в коллекции музея. Размер картины — 65 × 54 см.

## Описание
На картине изображена французская художница Мария-Сюзанна Жиру (Marie-Suzanne Giroust, 1734—1772), в замужестве Рослин — жена Александра Рослина. Её одежда соответствует моде женщин Болоньи того времени. Её лицо частично прикрыто чёрной шёлковой вуалью, а в правой руке она держит веер. Она одета в нарядное платье из розового шёлка с белыми кружевами.
Её притягивающий взгляд, а также положение веера, прижатого к щеке, символизируют любовь к тому человеку, на которого она смотрит (в данном случае — к художнику, то есть к своему мужу).

## История
Когда картина была представлена на Парижском салоне, писатель и критик Дени Дидро назвал её «очень пикантной» (фр. très piquante).
Картина была подарена Национальному музею Швеции в 1945 году. Человек, подаривший картину, пожелал остаться неизвестным. По некоторым сведениям, в начале 1945 года — перед тем, как картина была передана музею,— она была выкуплена у её предыдущего владельца компанией Kooperativa Förbundet (KF).
В 1972 году в Швеции вышла почтовая марка с изображением этой картины.